# Bernay
Bernay é uma comuna francesa na região administrativa da Normandia, no departamento Eure. Estende-se por uma área de 24,05 km². Em 2010 a comuna tinha 10 290 habitantes (densidade: 427,9 hab./km²).